# 斯克里尼亚克
斯克里尼亚克（法語：Scrignac，法語發音：[skʁiɲak]）是法国菲尼斯泰尔省的一个市镇，位于该省东部偏北，属于沙托兰区。

## 地理
斯克里尼亚克（48°26'1"N, 3°40'42"W）面积70.94 平方千米，位于法国布列塔尼大區菲尼斯泰尔省，该省份为法国最西部的省份，位于布列塔尼半岛西部，北西南三面环大西洋，东临阿摩尔滨海省和莫尔比昂省。
与斯克里尼亚克接壤的市镇（或旧市镇、城区）包括：卡诺埃特、贝里安、博拉泽克、博措雷勒、勒克卢瓦特尔-圣泰戈内克、拉内阿努、普卢贡旺、普拉文。

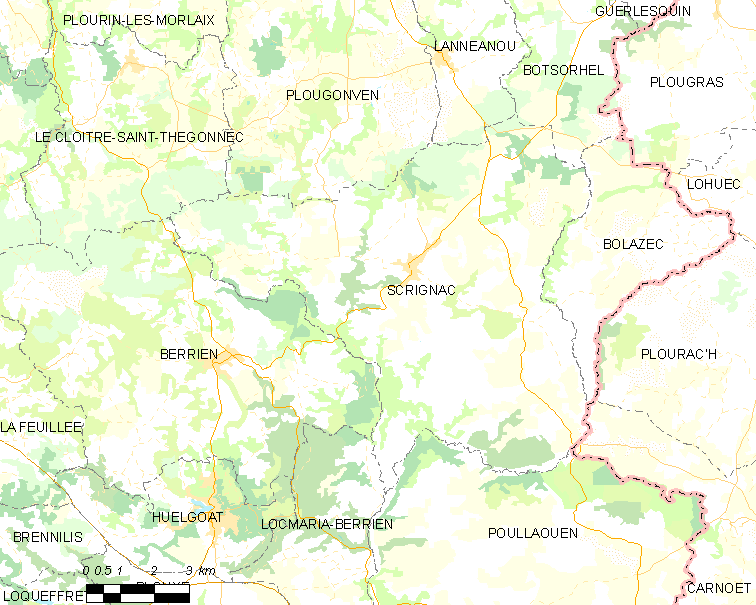
斯克里尼亚克的OSM定位图

斯克里尼亚克的时区为UTC+01:00、UTC+02:00（夏令时）。

## 行政
斯克里尼亚克的邮政编码为29640，INSEE市镇编码为29275。

## 政治
斯克里尼亚克所属的省级选区为卡赖普卢盖尔县。

## 人口

1962-2008年间斯克里尼亚克人口变化图示

斯克里尼亚克于2022年1月1日时的人口数量为781人。